# Odechów (województwo łódzkie)
Odechów – wieś w Polsce położona w województwie łódzkim, w powiecie łęczyckim, w gminie Grabów.
W latach 1919–1954 miejscowość położona była w województwie łódzkim w gminie Mazew w gromadzie Odechów.
W latach 1975–1998 miejscowość położona była w województwie konińskim.

## Religia
Wierni Kościoła rzymskokatolickiego należą do parafii św. Mateusza Apostoła i św. Rocha w Starej Sobótce, wierni Kościoła Starokatolickiego Mariawitów do parafii św. Mateusza Apostoła i Ewangelisty i św. Rocha Wyznawcy w Nowej Sobótce, a wierni Kościoła Katolickiego Mariawitów do parafii Przenajświętszego Sakramentu w Zieleniewie. 